# New-York Tribune

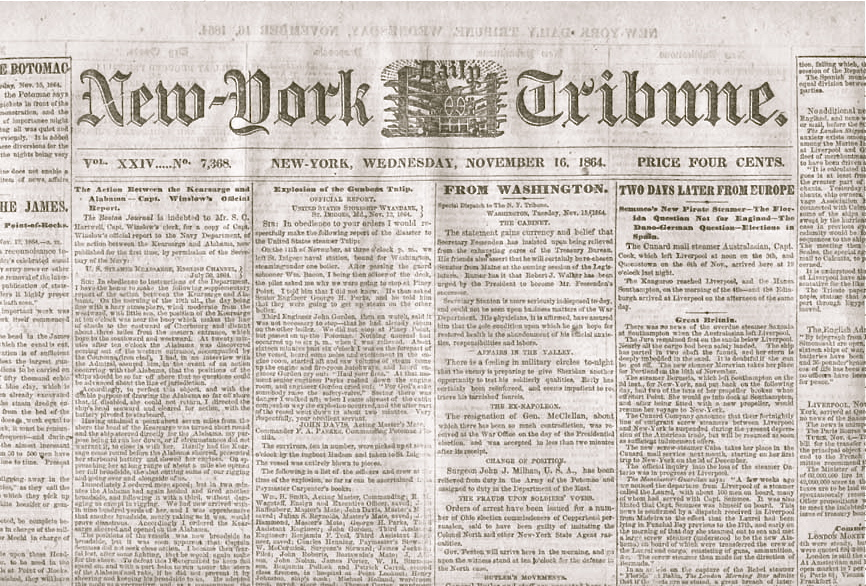
New-York Tribune

O New York Tribune foi um jornal americano, fundado por Horace Greeley em 1841. Entre 1842 e 1866, o jornal adotou o nome New-York Daily Tribune.
Dos anos 1840 aos anos 1860 foi o jornal dominante do Partido Whig (maior partido deste país entre 1834–1856) e então do Partido Republicano nos Estados Unidos. Seus editoriais eram muito lidos e ajudaram a moldar a opinião nacional. Teve também repercussão na Europa.
O jornal alcançou uma circulação de aproximadamente 200 000 exemplares na década de 1850, tornando-se o maior jornal diário da cidade de Nova York na época. Os editoriais do Tribune foram amplamente lidos, compartilhados e copiados em outros jornais da cidade, ajudando a moldar a opinião nacional. Foi um dos primeiros jornais do Norte a enviar repórteres, correspondentes e ilustradores para cobrir as campanhas da Guerra Civil Americana. Continuou como um jornal diário independente até 1924, quando se fundiu com o New York Herald. O New York Herald Tribune resultante permaneceu em publicação até 1966.
O New-York Tribune torna-se o primeiro jornal a usar uma máquina de linotipo, eliminando a composição manual, em 1886.
Em 1924, foi fundido com o jornal New York Herald para formar o New York Herald Tribune, que cessou de circular em 1966.